# Sitinjak (Onan Runggu)
Sitinjak is een bestuurslaag in het regentschap Samosir van de provincie Noord-Sumatra, Indonesië. Sitinjak telt 1096 inwoners (volkstelling 2010).